# ألين باتيسون
ألين باتيسون (بالإنجليزية: Eliot Pattison)‏ (20 أكتوبر 1951)؛ محامي، كاتب وروائي أمريكي.